# Rieux (Morbihan)
Rieux (bretonisch: Reoz) ist eine französische Gemeinde mit 2.841 Einwohnern (Stand: 1. Januar 2022) im Département Morbihan in der Region Bretagne. Die Gemeinde gehört zum Arrondissement Vannes und zum Kanton Guer. Die Einwohner werden Rieuxois(es) genannt.

## Geografie
Rieux liegt am Fluss Oust, die hier in die Vilaine mündet. Umgeben wird Rieux von den Nachbargemeinden Saint-Jean-la-Poterie im Norden, Saint-Nicolas-de-Redon im Nordosten, Fégréac im Osten, Théhillac im Südwesten, Saint-Dolay im Westen sowie Allaire im Westen und Nordwesten.

## Bevölkerungsentwicklung
| Jahr      | 1962 | 1968 | 1975 | 1982 | 1990 | 1999 | 2006 | 2012 | 2016 | 2019 |
| Einwohner | 1846 | 2015 | 2263 | 2522 | 2717 | 2781 | 2763 | 2897 | 2831 | 2865 |

## Sehenswürdigkeiten
- Kirche Sainte-Melaine, neoromanischer Neubau aus der Nachkriegszeit (Baubeginn 1949), alte Priorei von Sainte-Melaine aus dem 16. Jahrhundert
- Kapelle Saint-Sébastien, von 1475 bis 1520 erbaut
- Schloss Rieux, um 1280 erbaut
- Schloss La Boucelaye, im 18. Jahrhundert an der Stelle eines Herrenhauses aus dem 15. Jahrhundert errichtet
- Konvent aus dem 13. Jahrhundert
- Altes Pfarrhaus aus dem 15./16. Jahrhundert
- Steinkreuze aus dem 16. Jahrhundert
- Haus Courberie aus dem 18. Jahrhundert

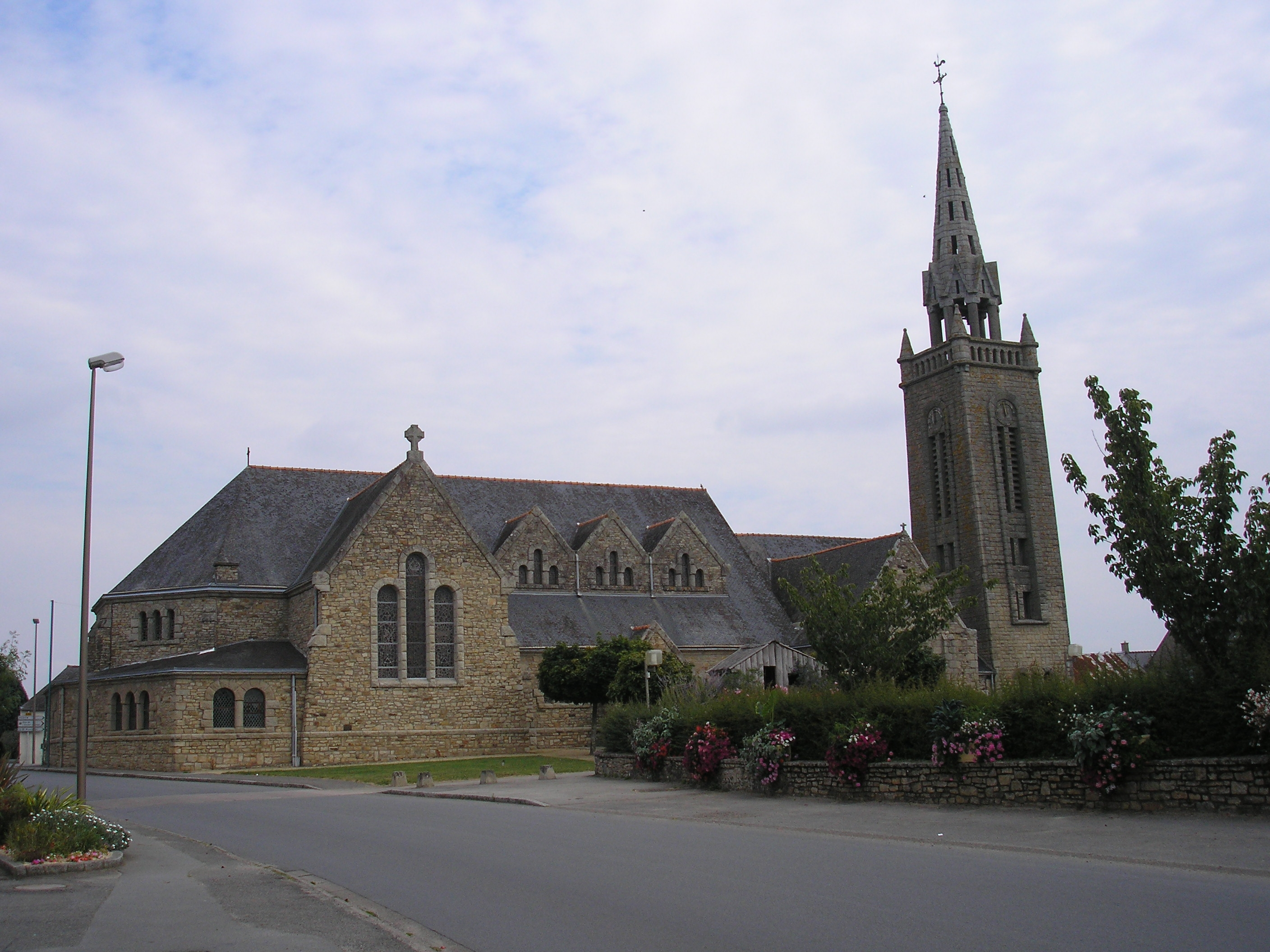
Kirche Sainte-Melaine